# Тлайлухский сельсовет
Тлайлухский сельсовет — административно-территориальная единица и муниципальное образование со статусом сельского поселения в Хунзахском районе Дагестана Российской Федерации.
Административный центр — село Тлайлух.

## Население
| 2002 | 2010 | 2012 | 2013 | 2014 | 2015 | 2016 |
| ---- | ---- | ---- | ---- | ---- | ---- | ---- |
| 937  | ↘919 | ↗923 | ↘922 | ↘921 | ↘920 | →920 |
| 2017 | 2018 | 2019 | 2020 | 2021 | 2023 | 2024 |
| →920 | ↗926 | ↗934 | →934 | ↘922 | ↘918 | ↗928 |
| 2025 |      |      |      |      |      |      |
| ↘927 |      |      |      |      |      |      |

## Состав
| № | Населённый пункт | Тип населённого пункта       | Население |
| - | ---------------- | ---------------------------- | --------- |
| 1 | Тлайлух          | село, административный центр | ↗423      |
| 2 | Тукита           | село                         | ↘145      |
| 3 | Цельмес          | село                         | ↘354      |